# کلکوییت (جورجیا)
کلکوییت، جورجیا (به انگلیسی: Colquitt, Georgia) یک شهر در ایالات متحده آمریکا با جمعیت ۱٬۹۳۹ نفر است که در جورجیا واقع شده‌است.

## موقعیت جغرافیایی
موقعیت جغرافیایی شهرها و مناطق اطراف به شرح زیر است: